# Albrechtsbrunnen

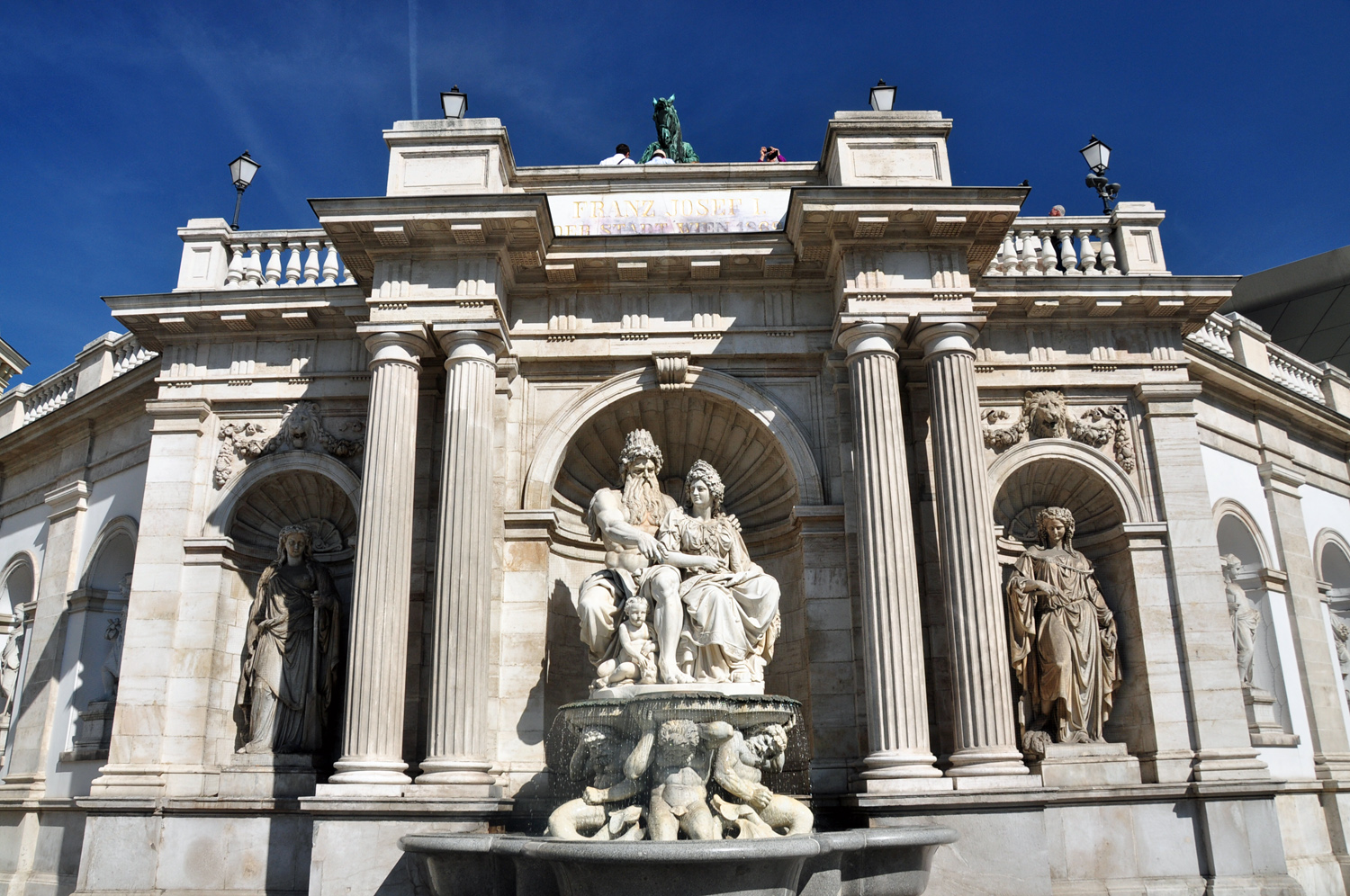
L'Albrechtsbrunnen

L'Albrechtsbrunnen (Fontaine Albert), ou Danubiusbrunnen (Fontaine Danube), est une fontaine de Vienne, dans le quartier d'Innere Stadt.

## Allégorie
En plus de la représentation allégorique de la relation entre la ville de Vienne (Vindobona) et le Danube (Danubius), les affluents, l'Inn, la Save, la Drave, la Tisza, la Mur, la Salzach, la Morava, la Raab, l'Enns et la Traun, sont aussi représentées pour mettre en valeur la puissance et la grandeur de l'empire.
La représentation de Danubius et Vindobona symbolise les relations tendues entre le fleuve et la ville : l'expression du visage sauvage de Danubius rappelle les inondations qui frappent la ville, mais sa main sur l'épaule de Vindobona montre sa bonté.

## Histoire
L'Albrechtsbrunnen est érigée contre le palais de l'archiduc Albert entre 24 juillet 1864 et l'inauguration le 24 décembre 1869.
Lors du bombardement sur Vienne le 12 mars 1945, elle est lourdement endommagée. Il ne reste plus de debout que les personnages de Vindobona et de Danubius, et les allégories de la Save et de la Tisza. Après une décision du conseil municipal en 1952, les statues des rivières Enns, Mur, Raab, Salzach et Traun sont mises dans le parc du château de Wieselburg, la Drave à Greifenburg et l'Inn à Wiener Neustadt. La Morava a disparu. Les niches où elles étaient placées sont murées.
Pour la restauration de la fontaine, la ville demande leur retour qu'elle obtient entre 1985 et 2002. Dans le cadre de la refonte de la zone d'entrée du palais de l'archiduc Albert, l'Inn fait place à un escalier, de même que la Drave est retirée. Les deux sculptures sont aujourd'hui dans le Burggarten.
Le monument est classé par le ministère autrichien de la Culture avec le numéro 20122.

## Architecture
L'architecture de la fontaine contre le palais de l'archiduc Albert est l'œuvre de Moritz von Loehr, les allégories sont de Johann Meixner.
Le bassin de la fontaine est fait de granit de Mauthausen. Les doubles piliers cannelés de chaque côté de la fontaine principale sont de la pierre calcaire d'Aviano, en Italie. La balustrade de la rampe est en marbre (de) d'Untersberg (de).